# Шлемник приземистый
Шле́мник призе́мистый, или Шле́мник остроли́стный, или Шле́мник прилега́ющий (лат. Scutellária supína) — многолетнее травянистое растение; вид рода Шлемник (Scutellaria) семейства Яснотковые (Lamiaceae).

## Ботаническое описание
Полукустарничек с деревянистым, искривлённым корнем, высотой 20—50 см.
Стебли многочисленные, приподнимающиеся, в нижней части одревесневающие, с удлинёнными извилистыми ветвями фиолетового цвета; покрыты мелкими белыми волосками.
Листья яйцевидные, 2—3,5 см длиной и до 2 см шириной, при основании усечённые или сердцевидные, городчато-зубчатые по краям, сверху почти голые, с нижней стороны точечно-желёзистые, верхние острые, с оттянутой верхушкой.
Соцветие — четырёхгранная верхушечная кисть с рыхло расположенными ложными мутовками цветков, резко обособленная от остальной части побега. Прицветные листья широко-яйцевидные, бледно-зелёные или слегка фиолетовые. Чашечка во время цветения около 3 мм длиной, густо-волосистая и желёзистая. Венчик серно-жёлтый, с фиолетовой верхней губой и боковыми лопастями, крупный, длиной 22—35 мм.
Плод сухой, дробный, распадается на четыре орешковидные части.

## Распространение и местообитание
Восточноевропейско-азиатский вид. Ареал — юг европейской части России и Украины, Западная и Восточная Сибирь, Средняя Азия, Джунгаро-Кашгарский район, Монголия.
Лимитирующие факторы — добыча известняка, перевыпас, регулярное весеннее выжигание травы, а также зарастание склонов густой травянистой растительностью и кустарниками.

## Синонимика
По данным The Plant List на 2010 год, в синонимику вида входят:
- Scutellaria alpina subsp. supina (L.) I.Richardson
- Scutellaria chitrovoi Juz.
- Scutellaria cisvolgensis Juz.
- Scutellaria creticola Juz.
- Scutellaria irregularis Juz.
- Scutellaria oxyphylla Juz.
- Scutellaria tschimganica Juz.
- Scutellaria verna Besser

## Охранный статус

### В России
В России вид входит в Красные книги Белгородской, Волгоградской, Воронежской, Курской, Липецкой, Орловской, Свердловской и Тульской областей, а также республики Мордовия. Растёт на территории нескольких особо охраняемых природных территорий России.

### На Украине
Входит в Красную книгу Украины и Красную книгу Луганской области, охраняется в отделении «Меловая флора» украинского НПП «Святые Горы». Выращивается в Донецком ботаническом саду НАН Украины, Ботаническом саду им. А. В. Фомина КНУ им. Т. Шевченко.